# Szánthó Dénes
Szánthó Dénes, névváltozata: Szántó (Szeged, 1901. január 25. – Budapest, 1978. október 5.) újságíró, író, kritikus, Feleki Sári színésznő férje.

## Élete
Szántó (Singer) József (1868–1923) szegedi orvos és Víg (Lustig) Alice (1874–?) gyermekeként született. Kiskorában szüleivel kikeresztelkedett a katolikus vallásra. A Szegedi Tudományegyetemen szerzett jogi diplomát. Egyetemi évei alatt újságírással foglalkozott, cikkei jelentek meg 1919-től a Szegedi Új Nemzedék című lapban. A következő évtől a Színház és Társaság című lap szerkesztője lett. 1924-ben Budapestre költözött édesanyjával. A Ma Este, a Délibáb, a Kis Újság és a Színházi Magazin című lapokba írt színikritikákat, később színházi és kultúrrovat-vezető lett. 1929-ben ő írta az első modern értelemben vett hangjátékot Hajnaltól hajnalig címmel. A második világháború alatt zsidó származása miatt behívták munkaszolgálatra, ahol egy századba került Szerb Antallal és Radnóti Miklóssal, azonban sikerült megszöknie. 1945-ben megalapította a Pesti Műsor című lapot, amelyet 1949-ig, majd 1957-től nyugdíjba vonulásáig szerkesztett.
Az Óbudai temetőben nyugszik.

## Főbb művei
- Kegyelem (színmű, Budapest, 1927)
- Csigabusz és más mesék (Budapest, 1933)
- Gyilkosság a ködben (kisregény, Budapest, 1938)
- A nyolcágú korona (kisregény, Budapest, 1940)
- Így is lehet szeretni (kisregény, Budapest, 1942)
- Kiáltás a mikrofonba (kisregény, Budapest, 1943)
- Dunakorzó (kisregény, Budapest, 1946)

## Díjai, elismerései
- Munka Érdemrend ezüst fokozata (1974)